# Mankuniszki
Mankuniszki (lit. Mankūniškės) − wieś na Litwie, w gminie rejonowej Soleczniki, 2 km na północny wschód od Kamionki, zamieszkana przez 15 ludzi. Przed II wojną światową w Polsce, w powiecie wileńsko-trockim województwa wileńskiego.